# Qingming
Qīngmíng (pīnyīn), Chīngmíng (MPS II), Seimei (rōmaji) eller Cheongmyeong (romaja) (kinesiska och japanska: 清明; koreanska: 청명; vietnamesiska: Thanh minh; bokstavligen ”rent ljus”) är den femte solarperioden i den traditionella östasiatiska lunisolarkalendern (kinesiska kalendern), som delar ett år i 24 solarperioder (節氣). Qingming börjar när solen når den ekliptiska longituden 15°, och varar till den når longituden 30°. Termen hänvisar dock oftare till speciellt den dagen då solen ligger på exakt 15° graders ekliptisk longitud. I den gregorianska kalendern börjar qingming vanligen omkring den 4 april (ofta 5 april ostasiatisk tid) och varar till omkring den 20 april.

## Pentader
Varje solarperiod kan indelas i tre pentader (候): Första pentaden (初候), andra pentaden (次候) och sista pentaden (末候). Ett år har alltså 72 pentader och för qingming gäller:
Kina
- Första pentaden: 桐始華
- Andra pentaden: 田鼠化為鴽
- Sista pentaden: 虹始見

Japan
- Första pentaden: 玄鳥至
- Andra pentaden: 鴻雁北
- Sista pentaden: 虹始見